# Richard Berry
Richard Berry, właśc. Richard Élie Benguigui (ur. 31 lipca 1950 w Paryżu) – francuski aktor filmowy, telewizyjny i teatralny, reżyser i scenarzysta filmowy.

## Życiorys
Urodził się jako najstarsze z trojga dzieci żydowskich kupców – Maurice Benguigui i Stelli Valency. Dorastał wraz z młodszym rodzeństwem – siostrą Marie (ur. 1952) i bratem Philippe (ur. 1956), zanim osiedlił się w Boulogne-Billancourt.
Później, w wieku 16 lat, zdał sobie sprawę, że kocha teatr i dołączył do trupy aktorów amatorów. W 1966 grał w sztukach takich klasyków jak Molier, Pierre Beaumarchais, Pierre Corneille i Jean Baptiste Racine. Uczęszczał do Państwowego Konserwatorium Sztuki Dramatycznej (Conservatoire National Supérieur d’Art Dramatique), gdzie zdobył pierwszą nagrodę, i wstąpił do Comédie-Française.
Po raz pierwszy wystąpił na ekranie jako kolega w banku w dramacie Powtarzające się nieobecności (Absences répétées, 1972) obok Nathalie Delon. Za rolę Adama Leibovicha w dramacie Powiedział Mały Książę (Le Petit prince a dit, 1992) otrzymał nagrodę na Montréal World Film Festival i nominację do nagrody Cezara.
Był dwukrotnie żonaty; z Jeane Manson (1983–1986), z którą ma córkę Colinę oraz z Jessicą Forde, która 29 stycznia 1992 r. urodziła córkę Joséphine.

## Filmografia

### Filmy fabularne
- 1982: Równowaga (La balance) jako Mathias Palouzi
- 1986: Kobieta i mężczyzna: 20 lat później (Un homme et une femme, 20 ans déjà) jako Richard Berry
- 1995: Przynęta (L’appât) jako Alain
- 1996: Pedał (Pédale douce) jako Alexandre Agut
- 2003: Przyjaciel gangstera (Tais-toi!) jako Vernet
- 2006: Czyja to kochanka? (La Doublure) jako Maître Foix